# Marius Fontane
Marius Fontane, né le 4 septembre 1838 à Marseille et mort en août 1914 à Berck-sur-Plage, est un historien, orientaliste et romancier français, membre de la Société de géographie.

## Biographie

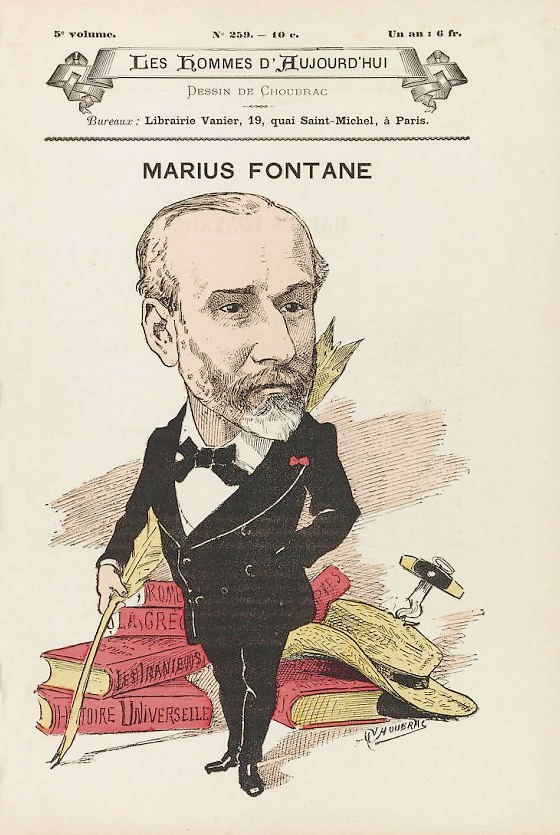
Caricature de Fontane par Alfred Choubrac, vers 1885. Les Hommes d'aujourd'hui, no 259

Secrétaire général de la Compagnie maritime universelle du canal de Suez dirigée par Ferdinand de Lesseps en 1854, puis secrétaire de ce dernier, il est compromis dans le scandale de Panama. Arrêté le 16 décembre 1892, il est condamné en correctionnelle à cinq années de prison pour escroquerie et abus de confiance et, en Cours d’Assises de la Seine, à deux ans de prison et 3 000 francs d’amende pour corruption. Il avait pour avocat Henry du Buit.

## Œuvres
- Voyage pittoresque à travers l'isthme de Suez, éditeur Dupont et Lachaud, 1870
- Les Barbares, éditions Alphonse Lemerre, Paris, 1897
- Histoire universelle, éditions Alphonse Lemerre, Paris, édition en 14 volumes (inachevée, la publication s'arrête avec La Renaissance), 1881 à 1910 :
  - Les Iraniens. Zoroastre (de 2500 à 800 av. J.-C.), 1881 ; texte sur Gallica ;
  - Inde védique (de 1800 à 800 av. J.-C.), 1881 ; texte sur Gallica ;
  - Les Égyptes (de 5000 à 715 av. J.-C.), 1882 ; texte sur Gallica ;
  - Les Asiatiques. Assyriens, Hébreux, Phéniciens (de 4000 à 559 av. J.-C.), 1883 ; texte sur Gallica ;
  - La Grèce (de 1300 à 480 av. J.-C.), 1885 ; texte sur Gallica ;
  - Athènes (de 480 à 336 av. J.C.), 1894 ; texte sur Gallica ;
  - Rome (de 754 à 63 av. J.-C.), 1891 ; texte sur Gallica ;
  - Le Christianisme (de 67 av. J.-C. à 117 ap. J.-C.), 1894 ; texte sur Gallica ;
  - Les Barbares (de 117 à 395 ap. J.-C.), 1897 ; texte sur Gallica ;
  - Mahomet (de 395 à 632 ap. J.-C.), 1898 ; texte sur Gallica ;
  - La Papauté. Charlemagne (de 632 à 877 ap. J.-C.), 1901 ; texte sur Gallica ;
  - L’Europe (de 872 à 1122 ap. J.-C.), 1902 ; texte sur Gallica ;
  - Les Croisades (de 1096 à 1327 ap. J.-C.), 1904 ; texte sur Gallica ;
  - La Renaissance (de 1250 à 1516 ap. J.-C.), 1910 ; texte sur Gallica.